# Чемпіонат світу з хокею із шайбою 2015 (склади команд)
Склади команд-учасниць фінального турніру чемпіонату світу з хокею із шайбою 2015 року. Склад кожної збірної на чемпіонаті світу 2015 складається не менше ніж з 15 польових гравців (нападники і захисники) і 2 воротарів, і не більше ніж 22 польових гравців і 3 воротарів.

## Група А

### Австрія
Воротарі
| №  | Гравець            | Хват | Зріст  | Вага  | Дата народження | Команда        |
| -- | ------------------ | ---- | ------ | ----- | --------------- | -------------- |
| 29 | Бернгард Штаркбаум | Л    | 186 см | 89 кг | 19 лютого 1986  | Брюнес Євле    |
| 30 | Рене Светте        | Л    | 183 см | 83 кг | 21 серпня 1988  | КАС Клагенфурт |
| 31 | Давід Мадленер     | Л    | 189 см | 83 кг | 31 березня 1992 | ХК Дорнбірн    |

Захисники
| №  | Гравець                | Хват | Зріст  | Вага  | Дата народження   | Команда            |
| -- | ---------------------- | ---- | ------ | ----- | ----------------- | ------------------ |
| 4  | Даніель Міттердорфер   | Л    | 183 см | 82 кг | 25 липня 1989     | Блек Вінгз Лінц    |
| 14 | Патрік Петер           | П    | 183 см | 90 кг | 25 липня 1989     | Відень Кепіталс    |
| 28 | Мартін Шумніг          | П    | 182 см | 86 кг | 29 липня 1989     | КАС Клагенфурт     |
| 41 | Маріо Альтманн         | Л    | 193 см | 97 кг | 29 липня 1989     | ВСВ Філлах         |
| 48 | Флоріан Іберер         | Л    | 185 см | 95 кг | 7 грудня 1982     | Відень Кепіталс    |
| 77 | Флоріан Мюльштайн      | Л    | 185 см | 82 кг | 12 листопада 1990 | Ред Булл Зальцбург |
| 90 | Александер Паллестранг | Л    | 184 см | 86 кг | 4 квітня 1990     | Ред Булл Зальцбург |
| 91 | Домінік Гайнріх        | Л    | 175 см | 76 кг | 31 липня 1990     | Ред Булл Зальцбург |

Нападники
| №  | Гравець            | Хват | Зріст  | Вага   | Дата народження  | Команда             |
| -- | ------------------ | ---- | ------ | ------ | ---------------- | ------------------- |
| 5  | Томас Раффль С     | Л    | 194 см | 97 кг  | 19 червня 1986   | Ред Булл Зальцбург  |
| 6  | Рафаель Роттер     | П    | 175 см | 79 кг  | 14 червня 1987   | Відень Кепіталс     |
| 7  | Браєн Леблер А     | Л    | 191 см | 103 кг | 16 липня 1988    | Блек Вінгз Лінц     |
| 12 | Міхаель Раффль     | Л    | 185 см | 87 кг  | 1 грудня 1988    | Філадельфія Флайєрс |
| 15 | Мануель Латуза А   | Л    | 182 см | 88 кг  | 23 січня 1984    | Ред Булл Зальцбург  |
| 17 | Мануель Ганаль     | Л    | 182 см | 84 кг  | 12 липня 1990    | Грац Найнті Найнерс |
| 21 | Мануель Гаєр       | Л    | 179 см | 83 кг  | 8 січня 1988     | КАС Клагенфурт      |
| 22 | Ніколас Петрік А   | Л    | 178 см | 88 кг  | 19 березня 1984  | ХК Дорнбірн         |
| 28 | Томас Гундертпфунд | Л    | 190 см | 95 кг  | 14 грудня 1989   | КАС Клагенфурт      |
| 50 | Маріо Фішер        | Л    | 187 см | 90 кг  | 5 травня 1989    | Відень Кепіталс     |
| 67 | Константін Комарек | Л    | 182 см | 85 кг  | 8 листопада 1992 | Ред Булл Зальцбург  |
| 71 | Даніель Вогер      | П    | 182 см | 87 кг  | 25 лютого 1988   | Грац Найнті Найнерс |
| 89 | Рафаель Гербургер  | Л    | 178 см | 72 кг  | 2 січня 1989     | ХК Біль             |
| 94 | Александер Ціян    | Л    | 180 см | 84 кг  | 16 травня 1994   | Ред Булл Зальцбург  |

Тренерський штаб
| Функція              | Ім'я             | Громадянство | Дата народження |
| -------------------- | ---------------- | ------------ | --------------- |
| Головний тренер      | Ден Ратушни      | Канада       | 29 жовтня 1970  |
| Асистент тренера     | Крістоф Бранднер | Австрія      | 5 липня 1975    |
| Асистент тренера     | Дітер Кальт      | Австрія      | 26 червня 1974  |
| Генеральний менеджер | Алпо Сухонен     | Фінляндія    | 17 червня 1948  |

### Канада
Воротарі
| №  | Гравець      | Хват | Зріст  | Вага  | Дата народження | Команда            |
| -- | ------------ | ---- | ------ | ----- | --------------- | ------------------ |
| 31 | Мартін Джонс | П    | 193 см | 85 кг | 10 січня 1990   | Лос-Анджелес Кінгс |
| 31 | Майк Сміт    | Л    | 193 см | 98 кг | 22 березня 1982 | Аризона Койотс     |

Захисники
| №  | Гравець       | Хват | Зріст  | Вага   | Дата народження | Команда              |
| -- | ------------- | ---- | ------ | ------ | --------------- | -------------------- |
| 2  | Ден Гемьюс А  | Л    | 185 см | 95 кг  | 13 грудня 1982  | Ванкувер Канакс      |
| 5  | Аарон Екблад  | Л    | 193 см | 98 кг  | 7 лютого 1996   | Флорида Пантерс      |
| 6  | Джейк Маззін  | Л    | 191 см | 97 кг  | 21 лютого 1989  | Лос-Анджелес Кінгс   |
| 22 | Тайсон Беррі  | Л    | 178 см | 86 кг  | 2 липня 1991    | Колорадо Аваланш     |
| 46 | Патрік Віркош | Л    | 198 см | 86 кг  | 12 вересня 1990 | Оттава Сенаторс      |
| 58 | Давід Савар   | П    | 188 см | 100 кг | 22 жовтня 1990  | Колумбус Блю-Джекетс |
| 88 | Брент Бернс   | П    | 195 см | 105 кг | 9 березня 1985  | Сан-Хосе Шаркс       |

Нападники
| №  | Гравець          | Хват | Зріст  | Вага   | Дата народження   | Команда             |
| -- | ---------------- | ---- | ------ | ------ | ----------------- | ------------------- |
| 4  | Тейлор Голл      | Л    | 185 см | 90 кг  | 14 листопада 1991 | Едмонтон Ойлерс     |
| 7  | Шон Кутюр'є      | Л    | 186 см | 89 кг  | 7 грудня 1992     | Філадельфія Флайєрс |
| 9  | Метт Дюшен       | Л    | 185 см | 90 кг  | 16 січня 1991     | Колорадо Аваланш    |
| 10 | Брейден Шенн     | Л    | 185 см | 85 кг  | 22 серпня 1991    | Філадельфія Флайєрс |
| 14 | Джордан Еберле   | Л    | 182 см | 85 кг  | 15 травня 1990    | Едмонтон Ойлерс     |
| 20 | Коді Ікін        | Л    | 183 см | 87 кг  | 22 травня 1991    | Даллас Старс        |
| 28 | Клод Жіру        | П    | 180 см | 83 кг  | 12 січня 1988     | Філадельфія Флайєрс |
| 29 | Натан Мак-Кіннон | П    | 182 см | 85 кг  | 1 вересня 1995    | Колорадо Аваланш    |
| 63 | Тайлер Енніс     | Л    | 175 см | 77 кг  | 6 жовтня 1989     | Баффало Сейбрс      |
| 73 | Тайлер Тоффолі   | П    | 186 см | 89 кг  | 24 квітня 1992    | Лос-Анджелес Кінгс  |
| 79 | Раєн О'Райллі    | Л    | 183 см | 96 кг  | 7 лютого 1991     | Колорадо Аваланш    |
| 87 | Сідні Кросбі С   | Л    | 180 см | 90 кг  | 7 серпня 1987     | Піттсбург Пінгвінс  |
| 90 | Джейсон Спецца А | П    | 191 см | 100 кг | 13 червня 1983    | Даллас Старс        |
| 91 | Тайлер Сегін     | П    | 185 см | 91 кг  | 31 січня 1992     | Даллас Старс        |

Тренерський штаб
| Функція              | Ім'я           | Громадянство | Дата народження |
| -------------------- | -------------- | ------------ | --------------- |
| Головний тренер      | Тодд Маклеллан | Канада       | 3 жовтня 1967   |
| Асистент тренера     | Білл Пітерс    | Канада       | 13 січня 1965   |
| Асистент тренера     | Джей Вудкрофт  | Канада       | 11 серпня 1976  |
| Асистент тренера     | Пітер ДеБур    | Канада       | 13 червня 1968  |
| Генеральний менеджер | Джеймс Нілл    | Канада       | 11 квітня 1958  |

### Латвія
Воротарі
| №  | Гравець           | Хват | Зріст  | Вага  | Дата народження | Команда                 |
| -- | ----------------- | ---- | ------ | ----- | --------------- | ----------------------- |
| 1  | Яніс Калніньш     | Л    | 182 см | 87 кг | 13 грудня 1991  | Дунауйвароші Ацельбікак |
| 31 | Едгарс Масальскіс | Л    | 175 см | 78 кг | 31 березня 1980 | ХК Амбрі-Піотта         |
| 33 | Ервін Муштуков    | Л    | 184 см | 85 кг | 7 квітня 1984   | Ольборг Пайретс         |

Захисники
| №  | Гравець           | Хват | Зріст  | Вага  | Дата народження | Команда          |
| -- | ----------------- | ---- | ------ | ----- | --------------- | ---------------- |
| 3  | Максим Широков    | П    | 181 см | 87 кг | 13 грудня 1982  | Ред Айс Мартіньї |
| 4  | Яніс Андерсонс    | Л    | 187 см | 88 кг | 7 жовтня 1986   | Дукла Тренчин    |
| 9  | Кріш'яніс Редліхс | Л    | 189 см | 83 кг | 15 січня 1981   | Динамо Рига      |
| 11 | Крістапс Сотнієкс | П    | 180 см | 84 кг | 29 січня 1987   | Динамо Рига      |
| 13 | Гунтіс Галвіньш   | Л    | 186см  | 87 кг | 25 січня 1986   | ХК Больцано 2000 |
| 22 | Маріс Ясс         | Л    | 188 см | 90 кг | 18 січня 1985   | ХК Орлі Зноймо   |
| 23 | Олександр Єрофєєв | Л    | 190 см | 86 кг | 12 квітня 1984  | Динамо Рига      |
| 44 | Оскарс Цибульскіс | Л    | 188 см | 86 кг | 9 квітня 1988   | Динамо Рига      |

Нападники
| №  | Гравець              | Хват | Зріст  | Вага   | Дата народження   | Команда              |
| -- | -------------------- | ---- | ------ | ------ | ----------------- | -------------------- |
| 5  | Яніс Спруктс А       | Л    | 190 см | 102 кг | 31 січня 1982     | Фрібур-Готтерон      |
| 10 | Лауріс Дарзіньш А    | П    | 191 см | 91 кг  | 28 січня 1985     | Динамо Рига          |
| 16 | Каспарс Даугавіньш С | Л    | 183 см | 83 кг  | 18 травня 1988    | Динамо Москва        |
| 17 | Каспарс Саулієтіс    | П    | 185 см | 88 кг  | 12 червня 1987    | Динамо Рига          |
| 18 | Родріго Аболс        | Л    | 191 см | 81 кг  | 5 січня 1996      | ХК Рига              |
| 21 | Армандс Берзіньш     | Л    | 192 см | 100 кг | 27 грудня 1983    | Пустерталь Брунек    |
| 24 | Мікеліс Редліхс      | Л    | 181 см | 81 кг  | 1 липня 1984      | Динамо Рига          |
| 25 | Андріс Джеріньш      | Л    | 185 см | 85 кг  | 14 лютого 1988    | Динамо Рига          |
| 47 | Мартіньш Ципуліс     | Л    | 181 см | 82 кг  | 29 листопада 1980 | Динамо Рига          |
| 59 | Лауріс Баярунс       | G    | 196 см | 94 кг  | 31 березня 1989   | ХК Рунгстед          |
| 70 | Мікс Індрашіс        | Л    | 192 см | 85 кг  | 30 вересня 1990   | Динамо Рига          |
| 71 | Робертс Букартс      | G    | 184 см | 84 кг  | 27 червня 1990    | Динамо Рига          |
| 73 | Гунарс Скворцов      | Л    | 186 см | 86 кг  | 13 січня 1990     | Динамо Рига          |
| 90 | Коба Ясс             | Л    | 183 см | 87 кг  | 1 травня 1990     | Білі Тигржі Ліберець |

Тренерський штаб
| Функція          | Ім'я                 | Громадянство | Дата народження  |
| ---------------- | -------------------- | ------------ | ---------------- |
| Головний тренер  | Олександр Бєлявський | Швеція       | 17 січня 1964    |
| Асистент тренера | Юріс Клоданс         | Латвія       | 25 травня 1974   |
| Асистент тренера | Карліс Зірніс        | Латвія       | 2 листопада 1977 |

### Німеччина
Воротарі
| №  | Гравець              | Хват | Зріст  | Вага  | Дата народження | Команда         |
| -- | -------------------- | ---- | ------ | ----- | --------------- | --------------- |
| 33 | Денні аус ден Біркен | Л    | 186 см | 89 кг | 15 лютого 1985  | Кельнер Гайє    |
| 44 | Денніс Ендрас        | Л    | 182 см | 80 кг | 14 липня 1985   | Адлер Мангейм   |
| 51 | Тімо Пільмаєр        | Л    | 183 см | 82 кг | 7 липня 1989    | ЕРК Інгольштадт |

Захисники
| №  | Гравець        | Хват | Зріст  | Вага  | Дата народження   | Команда                 |
| -- | -------------- | ---- | ------ | ----- | ----------------- | ----------------------- |
| 3  | Джастін Крюгер | П    | 190 см | 98 кг | 6 жовтня 1986     | СК Берн                 |
| 13 | Стефан Дашнер  | П    | 180 см | 80 кг | 5 серпня 1988     | ХК Дюссельдорф          |
| 15 | Єнс Баксманн   | Л    | 181 см | 86 кг | 24 березня 1985   | Айсберен Берлін         |
| 34 | Бенедікт Коль  | П    | 180 см | 84 кг | 31 березня 1988   | ЕРК Інгольштадт         |
| 40 | Бйорн Крупп    | П    | 191 см | 92 кг | 6 березня 1991    | Грізлі Адамс Вольфсбург |
| 55 | Патрік Кеппхен | Л    | 180 см | 88 кг | 21 червня 1980    | ЕРК Інгольштадт         |
| 77 | Ніколай Гоч    | Л    | 182 см | 85 кг | 17 червня 1986    | Адлер Мангейм           |
| 91 | Моріц Мюллер   | Л    | 187 см | 91 кг | 19 листопада 1986 | Кельнер Гайє            |

Нападники
| №  | Гравець           | Хват | Зріст  | Вага  | Дата народження | Команда              |
| -- | ----------------- | ---- | ------ | ----- | --------------- | -------------------- |
| 9  | Тобіас Рідер      | Л    | 180см  | 82 кг | 10 січня 1993   | Аризона Койотс       |
| 16 | Міхаель Вольф С   | П    | 178 см | 85 кг | 24 січня 1981   | Ред Булл Мюнхен      |
| 17 | Маркус Кінк А     | Л    | 186 см | 97 кг | 13 січня 1985   | Адлер Мангейм        |
| 18 | Кай Госпельт      | Л    | 185 см | 86 кг | 23 серпня 1985  | Адлер Мангейм        |
| 19 | Томас Оппенгаймер | П    | 186 см | 87 кг | 16 грудня 1988  | Гамбург Фрізерс      |
| 21 | Ніколас Креммер   | Л    | 186 см | 94 кг | 23 жовтня 1992  | Гамбург Фрізерс      |
| 22 | Маттіас Плахта    | Л    | 184 см | 99 кг | 16 травня 1991  | Адлер Мангейм        |
| 36 | Яннік Зайденберг  | Л    | 172 см | 82 кг | 11 січня 1984   | Ред Булл Мюнхен      |
| 37 | Патрік Раймер А   | П    | 179 см | 86 кг | 10 грудня 1982  | Нюрнберг Айс Тайгерс |
| 42 | Ясін Егліз        | Л    | 177 см | 84 кг | 30 грудня 1992  | Нюрнберг Айс Тайгерс |
| 47 | Крістоф Улльманн  | Л    | 182 см | 90 кг | 19 травня 1983  | Адлер Мангейм        |
| 50 | Патрік Гагер      | Л    | 178 см | 80 кг | 8 вересня 1988  | ЕРК Інгольштадт      |
| 86 | Даніель Пітта     | Л    | 184 см | 94 кг | 9 грудня 1986   | Крефельд Пінгвін     |
| 93 | Брент Редеке      | Л    | 183 см | 86 кг | 29 травня 1990  | Ізерлон Рустерс      |

Тренерський штаб
| Функція          | Ім'я            | Громадянство | Дата народження |
| ---------------- | --------------- | ------------ | --------------- |
| Головний тренер  | Пет Кортіна     | Канада       | 4 вересня 1964  |
| Асистент тренера | Джефф Томлінсон | Канада       | 23 квітня 1970  |
| Асистент тренера | Джефф Ворд      | Канада       | 8 квітня 1962   |

### Франція
Воротарі
| №  | Гравець       | Хват | Зріст  | Вага  | Дата народження | Команда         |
| -- | ------------- | ---- | ------ | ----- | --------------- | --------------- |
| 33 | Ронан Кеменер | Л    | 186 см | 86 кг | 13 лютого 1988  | Юкуріт Міккелі  |
| 39 | Крістобаль Юе | Л    | 183 см | 93 кг | 3 вересня 1975  | ХК Лозанна      |
| 49 | Флоріан Арді  | Л    | 190 см | 89 кг | 8 лютого 1985   | Ред Булл Мюнхен |

Захисники
| №  | Гравець               | Хват | Зріст  | Вага   | Дата народження   | Команда             |
| -- | --------------------- | ---- | ------ | ------ | ----------------- | ------------------- |
| 4  | Антонен Манавян       | П    | 191 см | 102 кг | 26 квітня 1987    | Руан Дрегонс        |
| 18 | Йоанн Овітю           | Л    | 183 см | 87 кг  | 27 липня 1989     | ГІФК Гельсінкі      |
| 26 | Бенжамен Д'єде-Фовель | Л    | 188 см | 96 кг  | 26 серпня 1986    | Айова Вайлд (АХЛ)   |
| 47 | Тедді Трабіше         | П    | 191 см | 102 кг | 10 березня 1987   | Гап Рапас           |
| 55 | Жонатан Жаній         | П    | 189 см | 83 кг  | 24 вересня 1987   | Руан Дрегонс        |
| 62 | Флоріан Шакіашвілі    | Л    | 186 см | 87 кг  | 18 березня 1982   | Бріансон Дябл Руж   |
| 74 | Ніколя Беш            | Л    | 179 см | 87 кг  | 25 жовтня 1984    | ГКС Тихи            |
| 84 | Кевен Екфей А         | П    | 181 см | 84 кг  | 20 листопада 1984 | СКЛ Лангнау Тайгерс |

Нападники
| №  | Гравець         | Хват | Зріст  | Вага  | Дата народження   | Команда               |
| -- | --------------- | ---- | ------ | ----- | ----------------- | --------------------- |
| 7  | Йорік Трей А    | П    | 190 см | 97 кг | 15 липня 1980     | Гренобль Брюле-де-Луп |
| 9  | Дам'єн Флері    | П    | 180 см | 84 кг | 1 лютого 1986     | Юргорден Стокгольм    |
| 10 | Лоран Меньє С   | П    | 181 см | 84 кг | 16 січня 1979     | Штраубінг Тайгерс     |
| 12 | Валентин Клеро  | П    | 180 см | 90 кг | 5 квітня 1991     | ЛеКі Лемпяяля         |
| 14 | Стефан Да Коста | П    | 181 см | 81 кг | 11 липня 1989     | ЦСКА Москва           |
| 21 | Антуан Руссель  | Л    | 183 см | 90 кг | 21 листопада 1989 | Даллас Старс          |
| 24 | Жюльєн Дерозьє  | Л    | 178 см | 83 кг | 14 жовтня 1980    | Руан Дрегонс          |
| 27 | Лоїк Лампер'є   | Л    | 178 см | 83 кг | 7 серпня 1989     | Руан Дрегонс          |
| 28 | Дам'єн Ро       | Л    | 178 см | 82 кг | 3 листопада 1984  | Бріансон Дябл Руж     |
| 71 | Антоні Гуттіг   | Л    | 186 см | 87 кг | 30 жовтня 1988    | Юкуріт Міккелі        |
| 77 | Саша Трей       | Л    | 194 см | 95 кг | 6 листопада 1987  | Штраубінг Тайгерс     |
| 80 | Тедді Да Коста  | П    | 180 см | 85 кг | 17 лютого 1986    | Пеліканс Лахті        |
| 81 | Антоні Реш      | Л    | 180 см | 87 кг | 9 липня 1992      | Діжон Дюк             |
| 82 | Шарль Бертран   | П    | 185 см | 92 кг | 5 лютого 1991     | Спорт Вааса           |

Тренерський штаб
| Функція              | Ім'я           | Громадянство | Дата народження |
| -------------------- | -------------- | ------------ | --------------- |
| Головний тренер      | Дейв Гендерсон | Франція      | 13 березня 1952 |
| Асистент тренера     | П'єр Пуссе     | Франція      | 27 лютого 1966  |
| Генеральний менеджер | Рено Жакен     | Франція      | 16 лютого 1973  |

### Чехія
Воротарі
| №  | Гравець          | Хват | Зріст  | Вага  | Дата народження | Команда                   |
| -- | ---------------- | ---- | ------ | ----- | --------------- | ------------------------- |
| 1  | Якуб Коварж      | Л    | 184 см | 91 кг | 19 липня 1988   | Автомобіліст Єкатеринбург |
| 31 | Ондржей Павелець | Л    | 189 см | 98 кг | 31 серпня 1987  | Вінніпег Джетс            |
| 53 | Александр Салак  | Л    | 190 см | 89 кг | 5 січня 1987    | Сибір Новосибірськ        |

Захисники
| №  | Гравець        | Хват | Зріст  | Вага   | Дата народження   | Команда             |
| -- | -------------- | ---- | ------ | ------ | ----------------- | ------------------- |
| 8  | Ян Гейда А     | Л    | 190 см | 95 кг  | 18 червня 1978    | Колорадо Аваланш    |
| 23 | Ондржей Немець | П    | 182 см | 92 кг  | 18 квітня 1984    | ЦСКА Москва         |
| 29 | Ян Коларж      | Л    | 190 см | 92 кг  | 22 листопада 1986 | Адмірал Владивосток |
| 30 | Якуб Крейчик   | Л    | 187 см | 87 кг  | 25 червня 1991    | ХК Еребру           |
| 36 | Петр Часлава   | Л    | 193 см | 100 кг | 3 вересня 1979    | ХК Пардубиці        |
| 47 | Міхал Йордан   | Л    | 185 см | 90 кг  | 17 липня 1990     | Кароліна Гаррікейнс |
| 87 | Якуб Накладал  | П    | 187 см | 90 кг  | 30 грудня 1987    | ТПС Турку           |

Нападники
| №  | Гравець          | Хват | Зріст  | Вага   | Дата народження   | Команда                |
| -- | ---------------- | ---- | ------ | ------ | ----------------- | ---------------------- |
| 10 | Роман Червенка   | Л    | 182 см | 89 кг  | 10 грудня 1985    | СКА Санкт-Петербург    |
| 12 | Їржі Новотний    | П    | 189 см | 97 кг  | 12 серпня 1983    | Локомотив Ярославль    |
| 14 | Томаш Плеканець  | Л    | 179 см | 79 кг  | 31 жовтня 1982    | Монреаль Канадієнс     |
| 17 | Владімір Соботка | Л    | 178 см | 83 кг  | 2 липня 1987      | Авангард Омськ         |
| 20 | Якуб Клепіш      | П    | 186 см | 91 кг  | 5 червня 1984     | Оцеларжі Тршинець      |
| 24 | Мартін Затьович  | Л    | 180 см | 91 кг  | 25 січня 1985     | Лада Тольятті          |
| 42 | Петр Коукал      | Л    | 177 см | 87 кг  | 16 серпня 1982    | Йокеріт Гельсінкі      |
| 43 | Ян Коварж        | П    | 180 см | 94 кг  | 20 березня 1990   | Металург Магнітогорськ |
| 48 | Томаш Гертл      | Л    | 188 см | 89 кг  | 12 листопада 1993 | Сан-Хосе Шаркс         |
| 68 | Яромір Ягр А     | Л    | 189 см | 102 кг | 15 лютого 1972    | Флорида Пантерс        |
| 70 | Радек Смоленяк   | П    | 190 см | 97 кг  | 3 грудня 1986     | МОДО Ерншельдсвік      |
| 82 | Міхал Вондрка    | Л    | 185 см | 90 кг  | 17 травня 1982    | Спарта Прага           |
| 91 | Мартін Ерат      | Л    | 189 см | 102 кг | 28 серпня 1981    | Аризона Койотс         |
| 93 | Якуб Ворачек С   | Л    | 189 см | 93 кг  | 15 серпня 1989    | Філадельфія Флайєрс    |
| 94 | Домінік Сімон    | Л    | 180 см | 80 кг  | 8 серпня 1994     | ХК Пльзень             |

Тренерський штаб
| Функція              | Ім'я              | Громадянство | Дата народження |
| -------------------- | ----------------- | ------------ | --------------- |
| Головний тренер      | Владімір Ружичка  | Чехія        | 6 червня 1963   |
| Асистент тренера     | Мартін Прусек     | Чехія        | 11 грудня 1975  |
| Асистент тренера     | Ондржей Вейссманн | Чехія        | 28 жовтня 1959  |
| Асистент тренера     | Ярослав Шпачек    | Чехія        | 11 лютого 1974  |
| Генеральний менеджер | Славомір Ленер    | Чехія        | 10 березня 1955 |

### Швейцарія
Воротарі
| №  | Гравець          | Хват | Зріст  | Вага  | Дата народження | Команда          |
| -- | ---------------- | ---- | ------ | ----- | --------------- | ---------------- |
| 20 | Рето Берра       | Л    | 194 см | 89 кг | 3 січня 1987    | Колорадо Аваланш |
| 63 | Леонардо Дженоні | Л    | 180 см | 80 кг | 28 серпня 1987  | ХК Давос         |
| 79 | Даніель Мандзато | Л    | 184 см | 82 кг | 17 червня 1984  | ХК Лугано        |

Захисники
| №  | Гравець         | Хват | Зріст  | Вага   | Дата народження | Команда            |
| -- | --------------- | ---- | ------ | ------ | --------------- | ------------------ |
| 4  | Патрік Герінг   | Л    | 178 см | 84 кг  | 12 лютого 1990  | ЦСК Лайонс Цюрих   |
| 6  | Тімо Гельблінг  | П    | 190 см | 100 кг | 21 липня 1981   | Фрібур-Готтерон    |
| 7  | Марк Штрайт С   | Л    | 181 см | 93 кг  | 11 грудня 1977  | Філадельфія Флаєрс |
| 13 | Фелісьєн дю Буа | П    | 187 см | 84 кг  | 18 жовтня 1983  | ХК Давос           |
| 34 | Дін Кукан       | Л    | 187 см | 90 кг  | 8 липня 1993    | ХК Лулео           |
| 55 | Ромен Леффель   | П    | 176 см | 81 кг  | 10 березня 1991 | Женева-Серветт     |
| 58 | Ерік Блум       | Л    | 178 см | 82 кг  | 13 червня 1986  | СК Берн            |
| 77 | Робін Гроссманн | Л    | 180 см | 85 кг  | 17 серпня 1987  | ХК Цуг             |
| 90 | Роман Йосі А    | Л    | 180 см | 85 кг  | 1 червня 1990   | Нашвілл Предаторс  |

Нападники
| №  | Гравець           | Хват | Зріст  | Вага  | Дата народження | Команда           |
| -- | ----------------- | ---- | ------ | ----- | --------------- | ----------------- |
| 10 | Андрес Амбюль А   | П    | 176 см | 82 кг | 14 серпня 1983  | ХК Давос          |
| 19 | Рето Шеппі        | Л    | 193 см | 94 кг | 27 січня 1991   | ЦСК Лайонс Цюрих  |
| 21 | Кевін Фіала       | Л    | 180 см | 85 кг | 22 липня 1996   | Нашвілл Предаторс |
| 23 | Сімон Боденманн   | Л    | 178 см | 83 кг | 2 березня 1988  | Клотен Флаєрс     |
| 26 | Рето Сурі         | Л    | 183 см | 84 кг | 25 березня 1989 | ХК Цуг            |
| 43 | Морріс Тракслер   | Л    | 183 см | 90 кг | 15 липня 1984   | ЦСК Лайонс Цюрих  |
| 48 | Маттіас Бібер     | Л    | 181 см | 85 кг | 14 березня 1986 | Клотен Флаєрс     |
| 56 | Діно Візер        | Л    | 181 см | 83 кг | 13 червня 1989  | ХК Давос          |
| 70 | Деніс Голленштайн | Л    | 183 см | 88 кг | 15 жовтня 1989  | Клотен Флаєрс     |
| 88 | Кевін Ромі        | Л    | 182 см | 86 кг | 31 січня 1985   | Женева-Серветт    |
| 89 | Коді Алмонд       | Л    | 188 см | 90 кг | 24 липня 1989   | Женева-Серветт    |
| 95 | Джуліан Вокер     | П    | 187 см | 94 кг | 10 вересня 1986 | ХК Лугано         |
| 96 | Дамьєн Бруннер    | П    | 180 см | 85 кг | 9 березня 1986  | ХК Лугано         |

Тренерський штаб
| Функція              | Ім'я             | Громадянство | Дата народження |
| -------------------- | ---------------- | ------------ | --------------- |
| Головний тренер      | Глен Генлон      | Канада       | 20 лютого 1957  |
| Асистент тренера     | Тьєррі Патерліні | Швейцарія    | 27 квітня 1975  |
| Асистент тренера     | Джон Фаст        | Швейцарія    | 5 березня 1972  |
| Генеральний менеджер | Рето Раффайнер   | Швейцарія    | 1 січня 1982    |

### Швеція
Воротарі
| №  | Гравець         | Хват | Зріст  | Вага   | Дата народження | Команда        |
| -- | --------------- | ---- | ------ | ------ | --------------- | -------------- |
| 1  | Юнас Енрот      | Л    | 180 см | 75 кг  | 25 червня 1988  | Даллас Старс   |
| 31 | Андерс Нільссон | Л    | 195 см | 103 кг | 19 березня 1990 | Ак Барс Казань |
| 35 | Маркус Свенссон | Л    | 185 см | 89 кг  | 9 липня 1984    | ХК Шеллефтео   |

Захисники
| №  | Гравець              | Хват | Зріст  | Вага   | Дата народження | Команда             |
| -- | -------------------- | ---- | ------ | ------ | --------------- | ------------------- |
| 3  | Йон Клінгберг        | П    | 188 см | 82 кг  | 14 серпня 1992  | Даллас Старс        |
| 4  | Стаффан Кронвалль С  | Л    | 195 см | 105 кг | 10 вересня 1982 | Локомотив Ярославль |
| 8  | Петтер Гранберг      | П    | 190 см | 93 кг  | 27 серпня 1992  | Торонто Мейпл-Ліфс  |
| 14 | Маттіас Екгольм      | Л    | 193 см | 93 кг  | 24 травня 1990  | Нашвілл Предаторс   |
| 23 | Олівер Екман-Ларссон | Л    | 188 см | 91 кг  | 17 липня 1991   | Аризона Койотс      |
| 48 | Даніель Рахімі       | Л    | 190 см | 95 кг  | 28 квітня 1987  | ХК Лінчепінг        |
| 51 | Йонас Анелев         | Л    | 190 см | 97 кг  | 11 грудня 1987  | МОДО Ерншельдсвік   |
| 84 | Оскар Клефбом        | Л    | 191 см | 95 кг  | 20 липня 1993   | Едмонтон Ойлерс     |

Нападники
| №  | Гравець           | Хват | Зріст  | Вага  | Дата народження   | Команда                  |
| -- | ----------------- | ---- | ------ | ----- | ----------------- | ------------------------ |
| 9  | Філіп Форсберг    | П    | 188 см | 94 кг | 13 серпня 1994    | Нашвілл Предаторс        |
| 10 | Йоакім Ліндстрем  | Л    | 183 см | 85 кг | 5 грудня 1983     | Торонто Мейпл-Ліфс       |
| 11 | Сімон Гьялмарссон | Л    | 184 см | 78 кг | 1 лютого 1989     | ЦСКА Москва              |
| 15 | Маттіас Шегрен    | Л    | 189 см | 97 кг | 27 листопада 1987 | ХК Лінчепінг             |
| 16 | Якоб Юсефсон      | Л    | 185 см | 86 кг | 2 березня 1991    | Нью-Джерсі Девілс        |
| 20 | Джоел Лундквіст А | Л    | 184 см | 91 кг | 2 березня 1982    | Фрелунда Гетеборг        |
| 21 | Луї Ерікссон      | Л    | 188 см | 89 кг | 17 липня 1985     | Бостон Брюїнс            |
| 27 | Джиммі Ерікссон А | Л    | 187 см | 94 кг | 22 лютого 1980    | СКА Санкт-Петербург      |
| 28 | Еліас Ліндгольм   | П    | 185 см | 87 кг | 2 грудня 1994     | Кароліна Гаррікейнс      |
| 44 | Ніклас Даніельсон | П    | 184 см | 83 кг | 7 грудня 1984     | Рапперсвіль-Йона Лейкерс |
| 45 | Оскар Меллер      | Л    | 178 см | 82 кг | 22 січня 1989     | Ак Барс Казань           |
| 49 | Віктор Раск       | Л    | 188 см | 91 кг | 1 березня 1993    | Кароліна Гаррікейнс      |
| 53 | Андреас Турессон  | П    | 185 см | 92 кг | 18 листопада 1987 | Сєвєрсталь Череповець    |
| 58 | Антон Ландер      | Л    | 183 см | 85 кг | 24 квітня 1991    | Едмонтон Ойлерс          |

Тренерський штаб
| Функція              | Ім'я            | Громадянство | Дата народження |
| -------------------- | --------------- | ------------ | --------------- |
| Головний тренер      | Пер Мортс       | Швеція       | 30 квітня 1953  |
| Асистент тренера     | Рікард Гренборг | Швеція       | 8 червня 1968   |
| Асистент тренера     | Петер Попович   | Швеція       | 10 лютого 1968  |
| Генеральний менеджер | Томмі Боустедт  | Швеція       | 5 травня 1959   |

## Група B

### Білорусь
Воротарі
| №  | Гравець        | Хват | Зріст  | Вага  | Дата народження | Команда           |
| -- | -------------- | ---- | ------ | ----- | --------------- | ----------------- |
| 1  | Віталій Коваль | Л    | 188 см | 97 кг | 31 березня 1980 | Салават Юлаєв Уфа |
| 31 | Ігор Брикун    | Л    | 180 см | 80 кг | 6 вересня 1986  | ХК Гомель         |
| 35 | Кевін Лаланд   | Л    | 182 см | 83 кг | 19 лютого 1987  | ЦСКА Москва       |

Захисники
| №  | Гравець          | Хват | Зріст  | Вага   | Дата народження   | Команда                |
| -- | ---------------- | ---- | ------ | ------ | ----------------- | ---------------------- |
| 5  | Микола Стасенко  | Л    | 195 см | 95 кг  | 15 лютого 1987    | Сєвєрсталь Череповець  |
| 8  | Ілля Шинкевич    | Л    | 189 см | 86 кг  | 1 вересня 1989    | Динамо Мінськ          |
| 14 | Євген Лисовець   | Л    | 183 см | 90 кг  | 12 листопада 1994 | Динамо Мінськ          |
| 22 | Олег Горошко     | П    | 178 см | 84 кг  | 19 листопада 1989 | Сєвєрсталь Череповець  |
| 25 | Олег Євенко      | Л    | 201 см | 104 кг | 21 січня 1991     | Адірондак Флеймс (АХЛ) |
| 26 | Микита Устиненко | П    | 186 см | 78 кг  | 22 квітня 1995    | ХК Гомель              |
| 57 | Іван Усенко      | П    | 183 см | 92 кг  | 12 лютого 1983    | Шахтар Солігорськ      |
| 89 | Дмитро Коробов А | Л    | 190 см | 108 кг | 12 березня 1989   | Атлант Митищі          |

Нападники
| №  | Гравець            | Хват | Зріст  | Вага  | Дата народження | Команда                 |
| -- | ------------------ | ---- | ------ | ----- | --------------- | ----------------------- |
| 11 | Олександр Кулаков  | Л    | 182 см | 91 кг | 15 травня 1983  | Динамо Мінськ           |
| 13 | Сергій Дрозд       | Л    | 181 см | 77 кг | 14 квітня 1990  | Динамо Мінськ           |
| 15 | Артем Демков       | П    | 178 см | 78 кг | 16 вересня 1989 | Динамо Мінськ           |
| 17 | Олексій Калюжний С | Л    | 177 см | 86 кг | 13 червня 1977  | Динамо Мінськ           |
| 23 | Андрій Стась       | Л    | 189 см | 88 кг | 18 жовтня 1988  | ЦСКА Москва             |
| 27 | Олексій Єфименко   | П    | 185 см | 90 кг | 20 серпня 1985  | Сибір Новосибірськ      |
| 46 | Андрій Костіцин А  | Л    | 183 см | 98 кг | 3 лютого 1985   | ХК Сочі                 |
| 59 | Сергій Демагін     | Л    | 183 см | 84 кг | 19 липня 1986   | Торпедо Нижній Новгород |
| 61 | Андрій Степанов    | П    | 178 см | 91 кг | 14 квітня 1986  | Динамо Мінськ           |
| 74 | Сергій Костіцин    | Л    | 183 см | 95 кг | 20 березня 1987 | Ак Барс Казань          |
| 77 | Олександр Кітаров  | Л    | 190 см | 96 кг | 18 червня 1987  | Динамо Мінськ           |
| 85 | Андрій Стась       | Л    | 183 см | 84 кг | 28 січня 1985   | Авангард Омськ          |
| 88 | Євген Ковиршин     | Л    | 178 см | 78 кг | 25 січня 1986   | Сєвєрсталь Череповець   |
| 91 | Артур Гаврус       | Л    | 179 см | 84 кг | 3 січня 1994    | Динамо Мінськ           |

Тренерський штаб
| Функція          | Ім'я            | Громадянство | Дата народження |
| ---------------- | --------------- | ------------ | --------------- |
| Головний тренер  | Дейв Льюїс      | США          | 3 липня 1953    |
| Асистент тренера | Олександр Журик | Білорусь     | 29 травня 1975  |
| Асистент тренера | Крейг Вудкрофт  | Канада       | 3 грудня 1969   |
| Асистент тренера | Олег Антоненко  | Білорусь     | 1 липня 1971    |

### Данія
Воротарі
| №  | Гравець          | Хват | Зріст  | Вага  | Дата народження | Команда             |
| -- | ---------------- | ---- | ------ | ----- | --------------- | ------------------- |
| 1  | Патрік Гальбрайт | Л    | 183 см | 81 кг | 11 березня 1986 | ХК Карлскруна       |
| 31 | Сімон Нільсен    | Л    | 188 см | 86 кг | 27 жовтня 1986  | ХК Леренскуг        |
| 35 | Себастіан Дам    | Л    | 182 см | 83 кг | 28 лютого 1987  | Редовре Майті-Буллс |

Захисники
| №  | Гравець          | Хват | Зріст  | Вага   | Дата народження | Команда                   |
| -- | ---------------- | ---- | ------ | ------ | --------------- | ------------------------- |
| 4  | Мадс Бедкер      | Л    | 175 см | 80 кг  | 31 серпня 1987  | Сеннерйюск Воєнс          |
| 5  | Данієль Нільсен  | П    | 183 см | 80 кг  | 31 жовтня 1980  | Гернінг Блю-Фокс          |
| 8  | Бйорн Ульдалль   | Л    | 180 см | 76 кг  | 10 квітня 1994  | Гернінг Блю-Фокс          |
| 22 | Маркус Лаурідсен | Л    | 188 см | 89 кг  | 28 лютого 1991  | Лейк-Ері Монстерс (АХЛ)   |
| 25 | Олівер Лаурідсен | Л    | 197 см | 104 кг | 24 березня 1989 | Легай-Веллі Фантомс (АХЛ) |
| 28 | Еміль Крістенсен | П    | 184 см | 81 кг  | 20 вересня 1992 | ХК Оскарсгамн             |
| 41 | Єспер Б. Єнсен   | Л    | 183 см | 84 кг  | 30 липня 1991   | Фер'єстад Карлстад        |

Нападники
| №  | Гравець            | Хват | Зріст  | Вага   | Дата народження | Команда                   |
| -- | ------------------ | ---- | ------ | ------ | --------------- | ------------------------- |
| 9  | Фредерік Сторм     | Л    | 180 см | 86 кг  | 20 лютого 1989  | Мальме Редгокс            |
| 11 | Патрік Бйоркстранд | Л    | 184 см | 87 кг  | 1 липня 1992    | Медвещак Загреб           |
| 13 | Мортен Греен С     | Л    | 183 см | 88 кг  | 19 березня 1981 | Швеннінгер Вайлд-Вінгс    |
| 14 | Кирило Старков     | Л    | 184 см | 95 кг  | 31 березня 1987 | Ред Айс Мартіньї          |
| 19 | Кім Стаал          | П    | 182 см | 87 кг  | 10 березня 1978 | Тохоку Фрі-Блейдс         |
| 27 | Олівер Бйоркстранд | П    | 183 см | 79 кг  | 10 квітня 1995  | Портленд Вінтергокс (ЗХЛ) |
| 29 | Мортен Мадсен А    | Л    | 190 см | 87 кг  | 16 січня 1987   | Гамбург Фрізерс           |
| 33 | Юліан Якобсен      | Л    | 184 см | 87 кг  | 11 квітня 1987  | Гамбург Фрізерс           |
| 37 | Андерс Поульсен    | Л    | 182 см | 86 кг  | 18 січня 1991   | ХК Оскарсгамн             |
| 38 | Мортен Поульсен    | Л    | 184 см | 84 кг  | 9 вересня 1988  | ХК Оскарсгамн             |
| 40 | Єспер Єнсен А      | Л    | 183 см | 80 кг  | 5 лютого 1987   | Регле Енгельгольм         |
| 43 | Ніклас Гардт       | Л    | 177 см | 80 кг  | 6 липня 1988    | ХК Лінчепінг              |
| 48 | Ніколас Єнсен      | Л    | 189 см | 90 кг  | 8 квітня 1989   | Ольборг Пайретс           |
| 50 | Матіас Бау Гансен  | Л    | 200 см | 108 кг | 3 липня 1993    | Фредеріксгавн Вайт-Гокс   |
| 53 | Томас Спеллінг     | П    | 186 см | 80 кг  | 9 лютого 1993   | Сеннерйюск Воєнс          |

Тренерський штаб
| Функція              | Ім'я               | Громадянство | Дата народження |
| -------------------- | ------------------ | ------------ | --------------- |
| Головний тренер      | Ян Карлссон        | Швеція       | 28 серпня 1958  |
| Асистент тренера     | Тейс Меллер-Гансен | Данія        | 11 серпня 1982  |
| Асистент тренера     | Томас Юнссон       | Швеція       | 12 квітня 1960  |
| Генеральний менеджер | Кім Педерсен       | Данія        | 6 лютого 1973   |

### Норвегія
Воротарі
| №  | Гравець        | Хват | Зріст  | Вага  | Дата народження | Команда           |
| -- | -------------- | ---- | ------ | ----- | --------------- | ----------------- |
| 30 | Ларс Хауген    | Л    | 183 см | 83 кг | 19 березня 1987 | ХК Мінськ         |
| 31 | Ларс Вольден   | Л    | 190 см | 87 кг | 26 липня 1992   | Регле Енгельгольм |
| 70 | Стеффен Себерг | Л    | 177 см | 78 кг | 6 серпня 1993   | Волеренга Осло    |

Захисники
| №  | Гравець                  | Хват | Зріст  | Вага  | Дата народження | Команда             |
| -- | ------------------------ | ---- | ------ | ----- | --------------- | ------------------- |
| 6  | Йонас Голес              | П    | 180 см | 93 кг | 27 серпня 1987  | Локомотив Ярославль |
| 10 | Маттіас Нерстебе         | Л    | 179 см | 82 кг | 3 червня 1995   | Брюнес Євле         |
| 17 | Стефан Еспеланд          | Л    | 184 см | 84 кг | 24 березня 1989 | Волеренга Осло      |
| 23 | Матс Трюгг               | П    | 179 см | 85 кг | 1 червня 1976   | ХК Леренскуг        |
| 42 | Генрік Одегорд           | Л    | 179 см | 85 кг | 12 лютого 1988  | ХК Леренскуг        |
| 47 | Александер Бонсаксен     | Л    | 180 см | 84 кг | 20 вересня 1987 | Таппара Тампере     |
| 55 | Оле-Крістіан Толлефсен С | Л    | 188 см | 94 кг | 29 березня 1984 | Фер'єстад Карлстад  |
| 90 | Даніель Сорвік           | Л    | 183 см | 83 кг | 11 березня 1990 | Волеренга Осло      |

Нападники
| №  | Гравець             | Хват | Зріст  | Вага   | Дата народження   | Команда             |
| -- | ------------------- | ---- | ------ | ------ | ----------------- | ------------------- |
| 8  | Матіас Треттенес    | Л    | 178 см | 76 кг  | 8 листопада 1993  | Ставангер Ойлерс    |
| 11 | Андреас Стене       | Л    | 190 см | 91 кг  | 1 березня 1991    | Волеренга Осло      |
| 14 | Йонас Дьюпвік Левлі | Л    | 188 см | 87 кг  | 14 жовтня 1990    | ХК Седертельє       |
| 20 | Андерс Бастіансен А | Л    | 190 см | 93 кг  | 31 жовтня 1980    | Грац Найнті-Найнерс |
| 21 | Мортен Аск          | Л    | 185 см | 88 кг  | 14 травня 1980    | Волеренга Осло      |
| 22 | Мартін Реймарк      | Л    | 184 см | 86 кг  | 10 листопада 1986 | Фер'єстад Карлстад  |
| 24 | Андреас Мартінсен   | Л    | 190 см | 100 кг | 13 червня 1990    | ХК Дюссельдорф      |
| 26 | Крістіан Форсберг   | П    | 185 см | 92 кг  | 5 травня 1986     | Ставангер Ойлерс    |
| 28 | Ніклас Рест         | Л    | 174 см | 80 кг  | 3 серпня 1986     | Спарта Сарпсборг    |
| 29 | Робін Дальстрем     | Л    | 183 см | 100 кг | 29 січня 1988     | ХК Еребру           |
| 40 | Кен Андре Олімб     | Л    | 179 см | 81 кг  | 21 січня 1989     | ХК Дюссельдорф      |
| 41 | Патрік Торесен А    | Л    | 183 см | 90 кг  | 7 листопада 1983  | СКА Санкт-Петербург |
| 46 | Матіс Олімб         | Л    | 179 см | 83 кг  | 1 лютого 1986     | Фрелунда Гетеборг   |
| 51 | Матс Росселі Ольсен | Л    | 180 см | 83 кг  | 29 квітня 1991    | Фрелунда Гетеборг   |

Тренерський штаб
| Функція              | Ім'я                 | Громадянство | Дата народження   |
| -------------------- | -------------------- | ------------ | ----------------- |
| Головний тренер      | Рой Йогансен         | Норвегія     | 27 квітня 1960    |
| Асистент тренера     | Шюр Роберт Нільсен   | Норвегія     | 3 грудня 1967     |
| Асистент тренера     | Пер-Ерік Альсен      | Швеція       | 12 листопада 1959 |
| Асистент тренера     | Кнут Йорген Стубдаль | Норвегія     | 30 червня 1961    |
| Генеральний менеджер | Бйорн Матісруд       | Норвегія     | 21 січня 1957     |

### Росія
Воротарі
| №  | Гравець            | Хват | Зріст  | Вага  | Дата народження | Команда              |
| -- | ------------------ | ---- | ------ | ----- | --------------- | -------------------- |
| 30 | Костянтин Барулін  | K    | 186 см | 92 кг | 4 вересня 1984  | Авангард Омськ       |
| 31 | Антон Худобін      | Л    | 180 см | 88 кг | 7 травня 1986   | Кароліна Гаррікейнс  |
| 72 | Сергій Бобровський | Л    | 188 см | 86 кг | 20 вересня 1988 | Колумбус Блю-Джекетс |

Захисники
| №  | Гравець          | Хват | Зріст  | Вага  | Дата народження | Команда                |
| -- | ---------------- | ---- | ------ | ----- | --------------- | ---------------------- |
| 7  | Дмитро Куликов   | Л    | 185 см | 84 кг | 29 жовтня 1990  | Флорида Пантерс        |
| 44 | Єгор Яковлєв     | Л    | 181 см | 80 кг | 31 серпня 1986  | Локомотив Ярославль    |
| 48 | Євген Бірюков    | Л    | 186 см | 93 кг | 19 квітня 1986  | Металург Магнітогорськ |
| 73 | Максим Чудінов   | П    | 180 см | 92 кг | 25 березня 1990 | СКА Санкт-Петербург    |
| 77 | Антон Бєлов      | П    | 193 см | 98 кг | 26 липня 1986   | СКА Санкт-Петербург    |
| 82 | Євген Медведєв А | Л    | 190 см | 87 кг | 27 серпня 1982  | Ак Барс Казань         |
| 93 | Віктор Антипін   | Л    | 181 см | 79 кг | 6 грудня 1992   | Металург Магнітогорськ |
| 94 | Андрій Миронов   | Л    | 177 см | 86 кг | 29 липня 1994   | Динамо Москва          |

Нападники
| №  | Гравець             | Хват | Зріст  | Вага   | Дата народження | Команда                |
| -- | ------------------- | ---- | ------ | ------ | --------------- | ---------------------- |
| 8  | Олександр Овечкін   | П    | 189 см | 99 кг  | 17 вересня 1985 | Вашингтон Кепіталс     |
| 9  | Артемій Панарін     | П    | 180 см | 87 кг  | 30 жовтня 1991  | СКА Санкт-Петербург    |
| 10 | Сергій Мозякін      | П    | 180 см | 84 кг  | 30 березня 1981 | Металург Магнітогорськ |
| 11 | Євген Малкін А      | Л    | 191 см | 91 кг  | 31 липня 1986   | Піттсбург Пінгвінс     |
| 14 | Віктор Тихонов      | П    | 188 см | 83 кг  | 12 травня 1988  | СКА Санкт-Петербург    |
| 16 | Сергій Плотников    | Л    | 188 см | 90 кг  | 3 червня 1990   | Локомотив Ярославль    |
| 25 | Даніс Заріпов А     | Л    | 184 см | 88 кг  | 26 березня 1981 | Металург Магнітогорськ |
| 41 | Микола Кульомін     | Л    | 185 см | 96 кг  | 14 липня 1986   | Нью-Йорк Айлендерс     |
| 42 | Артем Анісімов      | Л    | 192 см | 82 кг  | 24 травня 1988  | Колумбус Блю-Джекетс   |
| 52 | Сергій Широков      | П    | 178 см | 89 кг  | 10 березня 1986 | Авангард Омськ         |
| 63 | Євген Дадонов       | Л    | 179 см | 76 кг  | 12 березня 1989 | СКА Санкт-Петербург    |
| 71 | Ілля Ковальчук С    | П    | 189 см | 103 кг | 15 квітня 1983  | СКА Санкт-Петербург    |
| 87 | Вадим Шипачов       | Л    | 185 см | 83 кг  | 12 березня 1987 | СКА Санкт-Петербург    |
| 91 | Володимир Тарасенко | Л    | 182 см | 95 кг  | 13 грудня 1991  | Сент-Луїс Блюз         |

Тренерський штаб
| Функція              | Ім'я             | Громадянство | Дата народження |
| -------------------- | ---------------- | ------------ | --------------- |
| Головний тренер      | Олег Знарок      | Німеччина    | 2 січня 1963    |
| Асистент тренера     | Харійс Вітоліньш | Латвія       | 30 квітня 1968  |
| Генеральний менеджер | Андрій Сафронов  | Росія        | 18 травня 1963  |

### Словаччина
Воротарі
| №  | Гравець          | Хват | Зріст  | Вага  | Дата народження | Команда       |
| -- | ---------------- | ---- | ------ | ----- | --------------- | ------------- |
| 42 | Браніслав Конрад | Л    | 188 см | 85 кг | 10 жовтня 1987  | Дукла Тренчин |
| 50 | Ян Лацо          | П    | 183 см | 86 кг | 1 грудня 1981   | Барис Астана  |
| 88 | Юліус Гудачек    | П    | 184 см | 84 кг | 9 серпня 1988   | ХК Еребру     |

Захисники
| №  | Гравець          | Хват | Зріст  | Вага   | Дата народження   | Команда           |
| -- | ---------------- | ---- | ------ | ------ | ----------------- | ----------------- |
| 3  | Адам Яношик      | Л    | 180 см | 80 кг  | 7 вересня 1992    | ХК Кошице         |
| 7  | Іван Баранка     | П    | 180 см | 82 кг  | 31 серпня 1986    | Слован Братислава |
| 8  | Міхал Серсен     | Л    | 188 см | 92 кг  | 28 грудня 1985    | Слован Братислава |
| 15 | Андрей Месарош   | Л    | 188 см | 99 кг  | 13 жовтня 1985    | Баффало Сейбрс    |
| 26 | Юрай Мікуш       | Л    | 194 см | 100 кг | 30 листопада 1988 | Спарта Прага      |
| 51 | Домінік Граняк А | Л    | 182 см | 81 кг  | 11 червня 1983    | Фрібур-Готтерон   |
| 68 | Мілан Юрчина     | П    | 193 см | 110 кг | 7 червня 1983     | Динамо Рига       |
| 51 | Марек Дялога     | П    | 190 см | 95 кг  | 10 березня 1989   | Спарта Прага      |

Нападники
| №  | Гравець             | Хват | Зріст  | Вага  | Дата народження   | Команда              |
| -- | ------------------- | ---- | ------ | ----- | ----------------- | -------------------- |
| 12 | Маріан Габорик      | Л    | 186 см | 91 кг | 14 лютого 1982    | Лос-Анджелес Кінгс   |
| 13 | Томаш Юрчо          | Л    | 188 см | 85 кг | 28 грудня 1992    | Детройт Ред-Вінгс    |
| 19 | Міхел Міклик        | П    | 184 см | 90 кг | 31 липня 1982     | Амур Хабаровськ      |
| 22 | Владімір Дравецький | Л    | 182 см | 90 кг | 3 червня 1985     | Оцеларжі Тршинець    |
| 25 | Марек В'єденський   | П    | 192 см | 88 кг | 18 серпня 1990    | ГПК Гямеенлінна      |
| 28 | Ріхард Паник        | Л    | 188 см | 92 кг | 7 лютого 1991     | Торонто Мейпл-Ліфс   |
| 43 | Томаш Суровий А     | Л    | 186 см | 98 кг | 24 вересня 1981   | ХК Банська Бистриця  |
| 55 | Маріо Бліжняк       | Л    | 183 см | 89 кг | 6 березня 1987    | ХК Пльзень           |
| 56 | Марко Даньо         | Л    | 182 см | 90 кг | 30 листопада 1994 | Колумбус Блю-Джекетс |
| 61 | Мілан Бартович А    | Л    | 182 см | 88 кг | 20 січня 1981     | Слован Братислава    |
| 79 | Лібор Гудачек       | П    | 175 см | 75 кг | 7 листопада 1990  | Слован Братислава    |
| 82 | Томаш Копецький С   | Л    | 190 см | 95 кг | 5 лютого 1982     | Флорида Пантерс      |
| 90 | Томаш Татар         | Л    | 178 см | 80 кг | 1 грудня 1990     | Детройт Ред-Вінгс    |
| 97 | Патрік Лушняк       | Л    | 180 см | 85 кг | 6 листопада 1988  | Юність Мінськ        |

Тренерський штаб
| Функція              | Ім'я            | Громадянство | Дата народження |
| -------------------- | --------------- | ------------ | --------------- |
| Головний тренер      | Владімір Вуйтек | Чехія        | 17 травня 1947  |
| Асистент тренера     | Петер Оремус    | Словаччина   | 5 вересня 1970  |
| Асистент тренера     | Петр Ярош       | Чехія        | 20 жовтня 1976  |
| Асистент тренера     | Владімір Орсаг  | Словаччина   | 24 травня 1977  |
| Генеральний менеджер | Отто Сикора     | Словаччина   | 1 грудня 1964   |

### Словенія
Воротарі
| №  | Гравець        | Хват | Зріст  | Вага  | Дата народження | Команда            |
| -- | -------------- | ---- | ------ | ----- | --------------- | ------------------ |
| 32 | Гашпер Крошель | П    | 188 см | 86 кг | 9 лютого 1987   | ХК Оскарсгамн      |
| 33 | Роберт Крістан | Л    | 182 см | 85 кг | 4 квітня 1983   | ХК Пардубиці       |
| 40 | Лука Грачнар   | Л    | 178 см | 83 кг | 31 жовтня 1993  | Ред Булл Зальцбург |

Захисники
| №  | Гравець             | Хват | Зріст  | Вага  | Дата народження | Команда             |
| -- | ------------------- | ---- | ------ | ----- | --------------- | ------------------- |
| 4  | Андрей Тавжель      | Л    | 188 см | 95 кг | 14 березня 1984 | Торос Нефтекамськ   |
| 7  | Клемен Претнар      | П    | 180 см | 82 кг | 31 серпня 1986  | ХК Філлахер         |
| 14 | Міха Штебіх         | Л    | 190 см | 92 кг | 7 квітня 1992   | Дукла Їглава        |
| 15 | Блаж Грегорц        | Л    | 190 см | 95 кг | 18 січня 1990   | ХК Пардубиці        |
| 17 | Жига Павлін         | П    | 193 см | 97 кг | 30 квітня 1985  | АІК Стокгольм       |
| 23 | Лука Відмар         | Л    | 185 см | 90 кг | 17 травня 1986  | БК Млада Болеслав   |
| 28 | Алеш Краньц         | Л    | 182 см | 91 кг | 29 липня 1981   | АІК Стокгольм       |
| 51 | Мітья Робар         | Л    | 177 см | 86 кг | 4 січня 1983    | БК Млада Болеслав   |
| 86 | Сабахудін Ковачевич | П    | 190 см | 95 кг | 25 лютого 1986  | Грац Найнті-Найнерс |

Нападники
| №  | Гравець          | Хват | Зріст  | Вага  | Дата народження | Команда             |
| -- | ---------------- | ---- | ------ | ----- | --------------- | ------------------- |
| 8  | Жига Єглич       | П    | 185 см | 80 кг | 18 вересня 1988 | Слован Братислава   |
| 9  | Томаж Разінгар С | Л    | 184 см | 89 кг | 25 квітня 1979  | Дукла Тренчин       |
| 11 | Анже Копітар А   | Л    | 193 см | 93 кг | 24 серпня 1987  | Лос-Анджелес Кінгс  |
| 16 | Алеш Мушич       | Л    | 176 см | 82 кг | 28 червня 1982  | Олімпія Любляна     |
| 18 | Кен Ограєншек    | П    | 177 см | 75 кг | 30 серпня 1991  | Епіналь Дофен       |
| 19 | Жига Панце       | Л    | 176 см | 82 кг | 1 січня 1989    | Больцано Фоксес     |
| 22 | Марцел Родман А  | П    | 186 см | 85 кг | 25 вересня 1981 | КАС Клагенфурт      |
| 24 | Рок Тічар        | Л    | 180 см | 82 кг | 3 травня 1989   | Слован Братислава   |
| 26 | Ян Урбас         | Л    | 192 см | 98 кг | 26 січня 1989   | ВІК Вестерос        |
| 39 | Ян Муршак        | П    | 180 см | 87 кг | 20 січня 1988   | ЦСКА Москва         |
| 55 | Роберт Саболич   | Л    | 183 см | 90 кг | 18 вересня 1988 | Спарта Прага        |
| 71 | Боштьян Голічич  | П    | 183 см | 88 кг | 12 червня 1989  | Гап Рапас           |
| 91 | Міха Верлич      | Л    | 194 см | 85 кг | 21 серпня 1991  | Грац Найнті Найнерс |

Тренерський штаб
| Функція          | Ім'я           | Громадянство | Дата народження  |
| ---------------- | -------------- | ------------ | ---------------- |
| Головний тренер  | Матьяж Копітар | Словенія     | 6 листопада 1965 |
| Асистент тренера | Нік Зупанчич   | Словенія     | 3 жовтня 1968    |

### США
Воротарі
| №  | Гравець         | Хват | Зріст  | Вага  | Дата народження | Команда                     |
| -- | --------------- | ---- | ------ | ----- | --------------- | --------------------------- |
| 1  | Джек Кемпбелл   | Л    | 191 см | 83 кг | 9 січня 1992    | Техас Старс (АХЛ)           |
| 34 | Алекс Лайон     | Л    | 185 см | 91 кг | 9 грудня 1992   | Єльський університет (NCAA) |
| 37 | Коннор Еллебюйк | Л    | 193 см | 91 кг | 19 травня 1993  | Сент-Джонс АйсКепс (АХЛ)    |

Захисники
| №  | Гравець        | Хват | Зріст  | Вага  | Дата народження   | Команда                          |
| -- | -------------- | ---- | ------ | ----- | ----------------- | -------------------------------- |
| 3  | Сет Джонс      | П    | 193 см | 93 кг | 3 жовтня 1994     | Нашвілл Предаторс                |
| 5  | Коннор Мерфі   | П    | 193 см | 96 кг | 26 березня 1993   | Аризона Койотс                   |
| 6  | Майк Райллі    | Л    | 185 см | 83 кг | 13 липня 1993     | Міннесотський університет (NCAA) |
| 17 | Джон Мур       | Л    | 191 см | 92 кг | 19 листопада 1990 | Аризона Койотс                   |
| 24 | Зак Редмонд    | П    | 188 см | 93 кг | 28 липня 1988     | Колорадо Аваланш                 |
| 27 | Джастін Фолк А | П    | 183 см | 98 кг | 20 березня 1992   | Кароліна Гаррікейнс              |
| 47 | Торі Круг      | Л    | 175 см | 82 кг | 12 квітня 1991    | Бостон Брюїнс                    |
| 51 | Джейк Гардінер | Л    | 188 см | 83 кг | 4 липня 1990      | Торонто Мейпл-Ліфс               |

Нападники
| №  | Гравець         | Хват | Зріст  | Вага   | Дата народження | Команда                         |
| -- | --------------- | ---- | ------ | ------ | --------------- | ------------------------------- |
| 9  | Джек Ейчел      | П    | 185 см | 87 кг  | 28 жовтня 1996  | Бостонський університет (NCAA)  |
| 12 | Бен Сміт        | П    | 180 см | 93 кг  | 11 липня 1988   | Сан-Хосе Шаркс                  |
| 13 | Нік Боніно      | Л    | 185 см | 89 кг  | 20 квітня 1988  | Ванкувер Канакс                 |
| 14 | Стів Мозес      | П    | 175 см | 77 кг  | 9 серпня 1989   | Йокеріт Гельсінкі               |
| 19 | Джиммі Весі     | Л    | 191 см | 92 кг  | 30 серпня 1991  | Гарвардський університет (NCAA) |
| 21 | Ділан Ларкін    | Л    | 183 см | 78 кг  | 30 липня 1996   | Мічиганський університет (NCAA) |
| 22 | Тревор Льюїс А  | П    | 185 см | 90 кг  | 8 січня 1987    | Лос-Анджелес Кінгс              |
| 24 | Метт Гендрікс С | Л    | 183 см | 96 кг  | 17 червня 1981  | Едмонтон Ойлерс                 |
| 26 | Джеремі Морін   | П    | 185 см | 87 кг  | 16 квітня 1991  | Колумбус Блю-Джекетс            |
| 29 | Брок Нельсон    | Л    | 191 см | 89 кг  | 15 жовтня 1991  | Нью-Йорк Айлендерс              |
| 33 | Чарлі Койл      | П    | 191 см | 100 кг | 2 березня 1992  | Міннесота Вайлд                 |
| 36 | Марк Аркобелло  | П    | 173 см | 78 кг  | 12 серпня 1988  | Аризона Койотс                  |
| 42 | Ден Секстон     | П    | 178 см | 77 кг  | 29 квітня 1987  | Нафтохімік Нижньокамськ         |
| 90 | Андерс Лі       | Л    | 188 см | 102 кг | 3 липня 1990    | Нью-Йорк Айлендерс              |

Тренерський штаб
| Функція              | Ім'я           | Громадянство | Дата народження |
| -------------------- | -------------- | ------------ | --------------- |
| Головний тренер      | Тодд Річардс   | США          | 20 жовтня 1966  |
| Асистент тренера     | Ден Байлсма    | США          | 19 вересня 1970 |
| Асистент тренера     | Грег Карвел    | США          | 17 серпня 1970  |
| Генеральний менеджер | Джим Йоганссон | США          | 10 березня 1964 |

### Фінляндія
Воротарі
| №  | Гравець     | Хват | Зріст  | Вага  | Дата народження  | Команда           |
| -- | ----------- | ---- | ------ | ----- | ---------------- | ----------------- |
| 32 | Юусе Сарос  | Л    | 179 см | 82 кг | 19 квітня 1995   | ГПК Гямеенлінна   |
| 33 | Атте Енгрен | Л    | 185 см | 84 кг | 19 лютого 1988   | Атлант Митищі     |
| 35 | Пекка Рінне | Л    | 196 см | 89 кг | 3 листопада 1982 | Нашвілл Предаторс |

Захисники
| №  | Гравець        | Хват | Зріст  | Вага  | Дата народження   | Команда                   |
| -- | -------------- | ---- | ------ | ----- | ----------------- | ------------------------- |
| 2  | Юркі Йокіпакка | Л    | 190 см | 90 кг | 20 серпня 1991    | Даллас Старс              |
| 6  | Туукка Мянтюля | Л    | 173 см | 82 кг | 25 травня 1981    | Амур Хабаровськ           |
| 7  | Еса Лінделл    | Л    | 191 см | 94 кг | 23 травня 1994    | Ессят Порі                |
| 18 | Самі Лепісто А | Л    | 185 см | 88 кг | 17 жовтня 1984    | Автомобіліст Єкатеринбург |
| 28 | Анссі Салмела  | Л    | 185 см | 91 кг | 13 серпня 1984    | Фер'єстад Карлстад        |
| 38 | Юусо Хієтанен  | П    | 180 см | 85 кг | 11 червня 1985    | Торпедо Нижній Новгород   |
| 55 | Атте Охтамаа   | Л    | 188 см | 92 кг | 6 листопада 1987  | Йокеріт Гельсінкі         |
| 63 | Топі Яакола    | Л    | 188 см | 90 кг | 15 листопада 1983 | Йокеріт Гельсінкі         |

Нападники
| №  | Гравець           | Хват | Зріст  | Вага   | Дата народження | Команда                 |
| -- | ----------------- | ---- | ------ | ------ | --------------- | ----------------------- |
| 15 | Туомо Рууту А     | Л    | 184 см | 94 кг  | 16 лютого 1983  | Нью-Джерсі Девілс       |
| 16 | Олександр Барков  | Л    | 191 см | 96 кг  | 2 вересня 1995  | Флорида Пантерс         |
| 20 | Янне Песонен      | Л    | 181 см | 83 кг  | 11 травня 1982  | ХК Шеллефтео            |
| 23 | Оссі Лоухіваара   | П    | 186 см | 89 кг  | 31 серпня 1983  | ХК Лозанна              |
| 24 | Йоонас Кемппайнен | Л    | 188 см | 95 кг  | 7 квітня 1988   | Кярпят Оулу             |
| 25 | Юха-Пекка Хютенен | Л    | 178 см | 84 кг  | 22 травня 1981  | ХК Лозанна              |
| 26 | Яркко Іммонен     | П    | 186 см | 96 кг  | 19 квітня 1982  | Торпедо Нижній Новгород |
| 27 | Петрі Контіола    | П    | 180 см | 85 кг  | 11 червня 1985  | Локомотив Ярославль     |
| 36 | Юссі Йокінен С    | Л    | 183 см | 87 кг  | 1 квітня 1983   | Флорида Пантерс         |
| 41 | Антті Пільстрем   | Л    | 180 см | 82 кг  | 22 жовтня 1984  | Салават Юлаєв Уфа       |
| 50 | Юхаматті Аалтонен | П    | 184 см | 85 кг  | 4 червня 1985   | Йокеріт Гельсінкі       |
| 70 | Теему Хартікайнен | Л    | 186 см | 100 кг | 3 травня 1990   | Салават Юлаєв Уфа       |
| 71 | Лео Комаров       | Л    | 180 см | 90 кг  | 23 січня 1987   | Торонто Мейпл-Ліфс      |
| 72 | Йоонас Донськой   | П    | 183 см | 84 кг  | 13 квітня 1992  | Кярпят Оулу             |

Тренерський штаб
| Функція              | Ім'я            | Громадянство | Дата народження |
| -------------------- | --------------- | ------------ | --------------- |
| Головний тренер      | Карі Ялонен     | Фінляндія    | 6 січня 1960    |
| Асистент тренера     | Вілле Пельтонен | Фінляндія    | 24 травня 1973  |
| Асистент тренера     | Лаурі Мар'ямякі | Фінляндія    | 29 травня 1977  |
| Асистент тренера     | Арі Мойсанен    | Фінляндія    | 7 вересня 1971  |
| Генеральний менеджер | Єре Лехтінен    | Фінляндія    | 24 червня 1973  |